# Robert Knöfel
Gottlieb Robert Knöfel (* 5. Februar 1834 in Wilsdruff bei Dresden; † 14. Juni 1884 in Wien) war ein deutscher Schuhmacher, Gründer des Dresdner Arbeiterbildungsvereins (1860) und Stadtverordneter in Dresden (1862–1866).

## Leben
Knöfel erlernte bei seinem Vater das Schuhmacherhandwerk, ging auf Wanderschaft und arbeitete anschließend fünf Jahre lang in Weimar, wo er auch Unterricht in Zeichnen, Geometrie und Anatomie nahm. Nach Ablegung der Meisterprüfung in Dresden 1860 gründete er einen Arbeiterbildungsverein, in dem er jungen Berufsgenossen die Fächer Zeichnen, Geometrie, Anatomie und Buchführung vermittelte. Knöfel hielt Vorträge in ganz Deutschland, nahm 1873 am „Kongress der österreichisch-ungarischen Schuhmachermeister“ teil und ließ sich in Wien nieder. Er begründete die „Wiener Schuhmacherzeitung“ mit, 1875 die „Neue Wiener Schuhmacherzeitung“ und eröffnete 1876 eine private „Wiener Schuhmacher-Lehranstalt“, für die er 1879 die behördliche Genehmigung erhielt. Knöfel entwickelte das sogenannte „Winckel-System“ zur Anfertigung von Schnittmustern und beeinflusste mit Lehr- und Fachbüchern, unter anderem «Lehrbuch der Fußbekleidungskunst» (1872), entscheidend die Entwicklung des Schuhmacherhandwerks in ganz Europa.